# Can Peguera
Can Peguera este un cartier din districtul 8, Nou Barris, al orașului Barcelona.